# Михаил I Керуларий
Михаил I Керуларий е константинополски патриарх в периода 1043 – 1059 година.
Михаил Керуларий има знатен произход. През 1040 г. е лишен от имущества от император Михаил IV за протест срещу самоуправните действия на евнуха Йоан, брат на императора. Заточен е в манастир и там приема монашеството. Отстоява независимостта на Византийската църква от властта на императора и от тази на папата в Рим. Сблъсъкът му с папа Лъв IX е поводът за Източно-Западната схизма, с която Римокатолическата и Източноправославната църква формално се разделят. Михаил Керуларий се намирал в сблъсък и с византийския император Исак Комнин, който конфискува част от манастирските земи.